# Stephanie Niznik
Stephanie Niznik est une actrice américaine née le 20 mai 1967 à Bangor dans l'état du Maine et morte le 23 juin 2019 à Encino en Californie. Elle a un frère qui s'appelle David.

## Filmographie
- 2009 : Lost, les disparus - Saison 5, Épisode 4: Dr Evelyn Ariza
- 2009 : The Twenty (TV) : Dot
- 2008 : NCIS : Enquêtes spéciales - Saison 6, Épisode 12 : Sharon Bellows
- 2008 : Eli Stone : Delia Slater
- 2007 - 2008 : La Famille Safari (Life Is Wild) : Jo Weller-Clarke
- 2007 : Les Experts : Miami - Saison 6, Épisode 17 : Deborah Radley
- 2007 : Traveler : Ennemis d'État - Saison 1, Épisode 5 : Kate
- 2006 : Grey's Anatomy - Saison 3, Épisode 22 : Carol
- 2002 - 2006 : Everwood : Nina Feeney
- 2001 : Enterprise - Saison 1, Épisode 18
- 2001 : Spiders 2 (TV) : Alexandra Paulson
- 2001 : Alien Evolution (Epoch) (TV) : Dr KC Czaban
- 1999 : Associées pour la loi : Tina Holmes
- 1999 : Ma mère, moi et ma mère
- 1999 : Nash Bridges : Riley Parker
- 1998 : Memorial Day (TV) : Robin Conners
- 1998 : Diagnostic : Meurtre - Saison 6, Épisodes 1 - 2 : Caitlin Sweeney
- 1998 : Profiler - Saison 3, Épisode 2 : Susan Moss
- 1998 : L.A. docs - Saison 1, Épisode 3 : Alyssa
- 1998 : Inferno : la grande canicule : Erika
- 1998 : Le Vœu de toute une vie (TV) : Kelly Short
- 1998 : Star Trek: Insurrection (TV) : Perim
- 1998 : Mr. Murder (TV): Dr Roget
- 1997 : The Guardian (TV) : C.C.
- 1997 : Diagnostic : Meurtre - Saison 5, Épisodes 24 - 25 : Caitlin Sweeney
- 1997 : Docteur Quinn, femme médecin : Rose
- 1997 : JAG - Saison 3, Épisode 6 : Lieutenant 'Hobo' Green
- 1997 : Viper - Saison 3, Épisode 2 : Lena Weisinger
- 1996 : Sliders, les mondes parallèles - Saison 3, Épisode 18 : Debra Carbol
- 1996 : Escroc malgré lui (TV) : Emanda Maine
- 1996 : The Sentinel - Saison 2, Épisode 8 : Maggie
- 1995 : Arabesque - Saison 12, Épisode 5 : Dori Saunders
- 1995 : Le Rebelle - Saison 4, Épisode 4 : Laurie Hayes
- 1995 : Vanishing Son - Saison 1 : Agent Judith Phillips